# Melanonaclia moerens
Melanonaclia moerens är en fjärilsart som beskrevs av Charles Oberthür 1911. Melanonaclia moerens ingår i släktet Melanonaclia och familjen björnspinnare. Inga underarter finns listade i Catalogue of Life.